# Rudolph von Ahlefeld
Rudolph Friedrich Hermann Carl von Ahlefeld(t) (* 22. Mai 1862 in Bergen auf Rügen, Provinz Pommern; † 20. Mai 1909 in Cleveland, Ohio) war ein deutsch-amerikanischer Jugendschriftsteller.

## Leben und Wirken
Er stammte aus der Adelsfamilie von Ahlefeld(t) und war der Sohn des Landgerichtsrates Hunold Carl Johan Georg von Ahlefeld(t) (1819–1906).
Bekannt wurde er als Redakteur und Herausgeber der deutsch-amerikanischen Krieger-Zeitung (erschienen ab 1895). Nach seiner Auswanderung aus dem Deutschen Reich, wo er als Oberleutnant aus dem Militärdienst entlassen worden war, lebte er in Cleveland. Dort starb er zwei Tage vor seinem 47. Geburtstag.